# 佩里戈尔地区布朗托姆
佩里戈尔地区布朗托姆（法語：Brantôme en Périgord，法語發音：[bʁɑ̃tom ɑ̃ peʁiɡɔʁ]）是法国多尔多涅省的一个市镇，位于该省北部，属于农特龙区。

## 历史
佩里戈尔地区布朗托姆成立于2016年1月1日，由布朗托姆和圣于连德布尔代耶两个市镇合并而成，其中前者为政府驻地。2019年，市镇康蒂亚克、埃维拉、拉贡特里-布卢内、圣克雷潘德里什蒙、桑斯纳克-皮德富尔什和瓦勒伊并入佩里戈尔地区布朗托姆。

## 地理
佩里戈尔地区布朗托姆（45°21'50.74"N, 0°38'48.39"E）面积133.33 平方千米，位于法国新阿基坦大区多爾多涅省，该省份为法国西南部内陆省份，是法國本土面积第三大的省，大致对应佩里戈尔地区，北起顺时针与夏朗德省、上维埃纳省、科雷兹省、洛特省、洛特-加龙省、吉倫特省和滨海夏朗德省接壤。
与佩里戈尔地区布朗托姆接壤的市镇（或旧市镇、城区）包括：拉沙佩勒蒙莫罗、圣庞克拉斯、尚帕尼亚克-德贝莱尔、特兰库河畔孔达、拉沙佩勒福谢、圣弗龙达朗、阿戈纳克、莱韦克堡、比拉、布尔代耶、波萨克和圣维维安、佩里戈尔地区马勒伊、圣费利克斯-德布尔代耶、尼佐讷河畔圣弗龙。
佩里戈尔地区布朗托姆的时区为UTC+01:00、UTC+02:00（夏令时）。

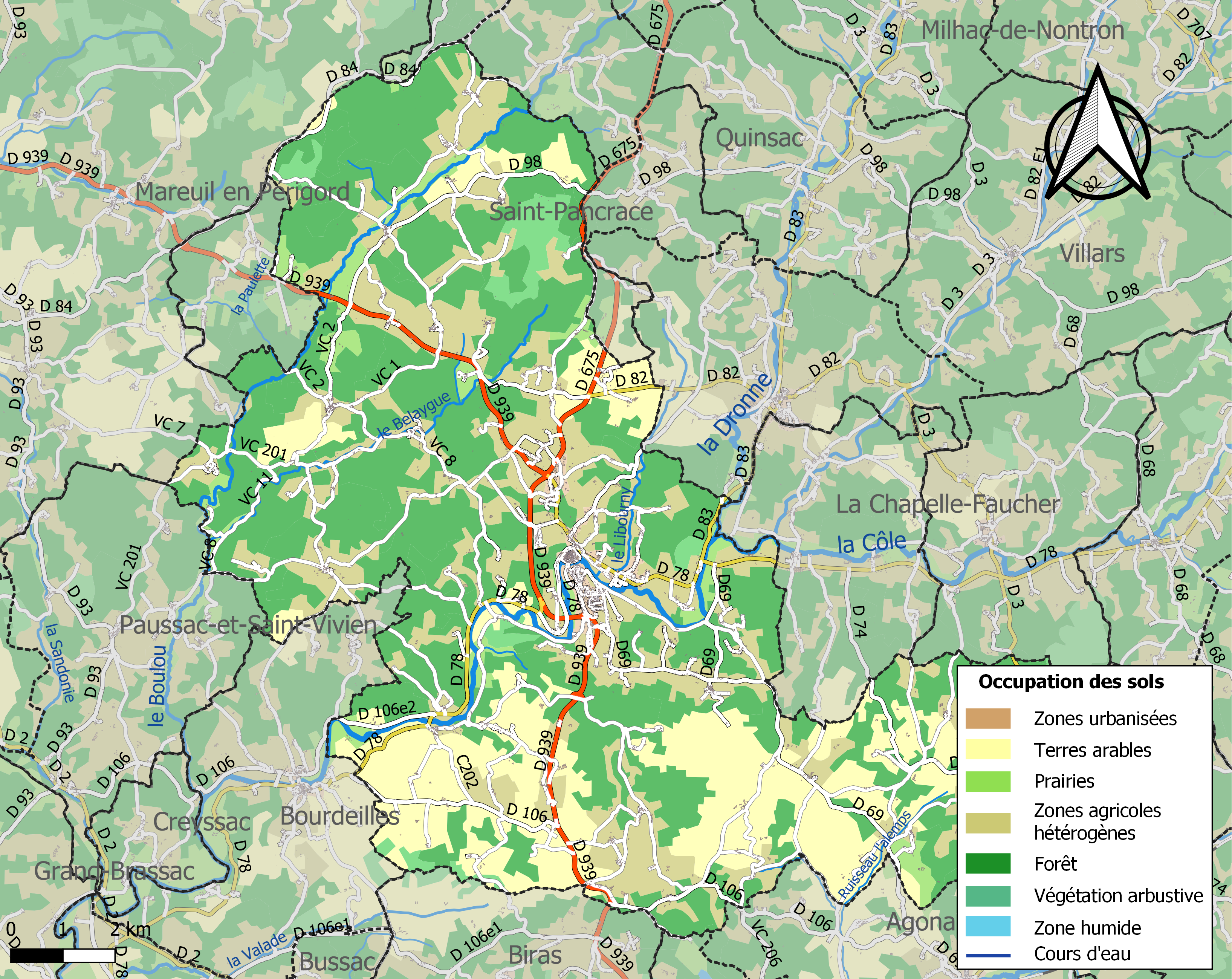
佩里戈尔地区布朗托姆的OSM定位图

## 行政
佩里戈尔地区布朗托姆的邮政编码为24310，INSEE市镇编码为24064。

## 政治
佩里戈尔地区布朗托姆所属的省级选区为佩里戈尔地区布朗托姆县。

## 人口
佩里戈尔地区布朗托姆于2022年1月1日时的人口数量为3748人。